# Dohren
Dohren là một đô thị thuộc huyện Harburg, bang Niedersachsen, Đức. Đô thị này có diện tích 11,25 km².